# Maria Gomes Valentim
Maria Gomes Valentim, född 9 juli 1896 i Carangola, Minas Gerais, Brasilien, död där 21 juni 2011, var en brasiliansk kvinna som var världens äldsta levande person från 4 november 2010 till sin död 21 juni 2011 vid en ålder av 114 år och 347 dagar.